# دائرة خميس مليانة
دائرة خميس مليانة إحدى دوائر ولاية عين الدفلى الجزائري. عاصمتها هي خميس مليانة وتضم بلديات: 
- خميس مليانة
- سيدي الأخضر

تبعد حوالي 20كم شرق عين الدفلى و 120 كم جنوب غربي العاصمة ولها موقع استراتيجي في تلال الجزائر اذ انها تنتمي إلى جبال الأطلس التلي وتقع بالقرب الشديد من ولايات المدية (45 كم)، البليدة (70 كم)، تيبازة (70 كم) وولاية الجزائر وهي غير بعيدة أيضا عن ولاية الشلف (90 كم) و
دائرة خميس مليانة قريبة من الدوائر التالية:
- تحدها شمالا دوائر دائرة مليانة (10 كم)، دائرة حمام ريغة (20 كم)، دائرة تيبازة (70 كم)، دائرة العفرون (55 كم)، دائرة البليدة (75 كم)، دائرة حجوط (45 كم)،دائرة شرشال (60 كم)، دائرة العامرة (30 كم).
- من الجنوب دوائر دائرة عين لشياخ (30 كم)، دائرة برج الأمير عبد القادر (65 كم)، دائرة أولاد عنتر (75 كم)، دائرة جليدة (30 كم)، دائرة تيسمسيلت (100 كم)، دائرة برج الأمير خالد (35 كم)، دائرة عزيز (65 كم)، دائرة ثنية الأحد (60 كم).
- من الغرب دوائر دائرة عين الدفلى (20 كم)، دائرة العطاف (55 كم)، دائرة العبادية (60 كم)، دائرة وادي الفضة (75 كم)، دائرة الكريمية (85 كم)، دائرة بطحية (80 كم)، دائرة الروينة (35 كم)، دائرة قوراية (85 كم).
- من الشرق دوائر دائرة جندل (15 كم)، دائرة بومدفع (25 كم)، دائرة وامري (25 كم)، دائرة القليعة (80 كم)، دائرة المدية (45 كم)، دائرة البرواقية (60 كم)، دائرة سي المحجوب (45 كم)، دائرة موزاية (65 كم).

## الشؤون الدينية

### المساجد
تحتوي هذه الدائرة على العديد من المساجد التي تشرف عليها مديرية الشؤون الدينية والأوقاف لولاية عين الدفلى تحت وصاية وزارة الشؤون الدينية والأوقاف.
- المسجد العتيق

### الزوايا
- «زاوية سيدي الطيب العيشوني».[1]